# Silantom Tonga
Silantom Tonga is een bestuurslaag in het regentschap Tapanuli Utara van de provincie Noord-Sumatra, Indonesië. Silantom Tonga telt 552 inwoners (volkstelling 2010).